# 南希美體鰻
南希美體鰻，又稱南希錐體康吉鰻為輻鰭魚綱鰻鱺目糯鰻亞目糯鰻科的一個種。

## 分布
本魚僅分布於台灣海域。

## 特徵
本魚胸鰭發育完全，頭部布滿小黑斑，其它部位則為12~14較大之黑色橫塊；口裂止於眼前方；後鼻孔無瓣膜；鰭條不分節。齒圓錐狀，上下頷骨齒列前端3或4列，呈齒帶；前上頷骨齒部與鋤骨齒相連，鋤骨齒呈齒帶，前方較寬，後方較窄。背鰭起點在鰓裂之上方。脊椎骨數157。體長為體高15倍，頭長7倍；尾長為頭與軀幹1.3倍；頭長為吻長5.5倍；吻長為眼徑1.2倍；胸鰭為吻的1.6倍。背鰭、臀鰭上有許多黑塊斑且具白邊。體粗壯，眼大。尾部後端側扁。舌游離。肛門在體之前半部。體長可達75.1公分。

## 生態
本魚棲息在台灣東北部與東部較深海之砂泥底。

## 經濟利用
量少，無漁業之經濟價值。